# Protonemura tuberculata
Protonemura tuberculata är en bäcksländeart som först beskrevs av Raymond Justin Marie Despax 1929.  Protonemura tuberculata ingår i släktet Protonemura och familjen kryssbäcksländor. Inga underarter finns listade i Catalogue of Life.